# Ancaudellia rennellensis
Ancaudellia rennellensis är en kackerlacksart som först beskrevs av Karlis Princis 1970.  Ancaudellia rennellensis ingår i släktet Ancaudellia och familjen jättekackerlackor. Inga underarter finns listade i Catalogue of Life.